# Erasing The Goblin
'Erasing The Goblin' es el álbum número 19 y antepenúltimo de la banda australiana Mortification publicado en 2006. Este álbum se define como estilo death metal/thrash metal caracterizado por sus dos nuevos integrantes; Mick Jelinic en la guitarra y Damien Percy en la batería, el disco obtuvo un gran debut ya que en este es el que más se parece al tercer disco de la banda (Scrolls of the Megilloth) el cual tuvo gran éxito en la escena del death metal

## Lista de canciones
1. Razorback
2. Erasing The Goblin
3. The Dead Shall Be Judged
4. Escape The Blasphemous Tabernacle
5. Your Time
6. Forged In Stone
7. Way Truth Life
8. Humanitarian
9. Short Circuit
10. Dead Man Walking

- Datos: Q5384925